# Risøyhamn
Risøyhamn är ett litet fiskeläge som tidigare utgjort en tätort, beläget på den sydöstra delen av ön Andøya i nordvästra Norge. Orten hade 207 invånare vid årsskiftet 2014-15 och tillhör Andøy kommun.
Vid Risøyhamn ligger den 750 m långa Andøybron, vilken förbinder Andøya med Norges största ö, Hinnøya, och vidare till fastlandet. I Risøyhamn finns bland annat hotell, post och butik. 
Risøyhamn har en förhållandevis stor hamn, och här angör också Hurtigruten. I Risøysundet utanför byn finns den cirka 5 km långa Risøyrännan, en uppmuddrad kanal i det grunda sundet. Den färdigställdes 1922 och möjliggjorde därmed att Hurtigrutens båtar kunde komma härigenom och ge Vesterålen kontakt med Hurtigruten. Rännan utvidgades 2001.